# Стойкович, Мича
Мича Стойкович (серб. Мића Стојковић; 1919, Умчари — февраль 1943, Яинцы, близ Белграда) — югославский студент, партизан времён Народно-освободительной войны Югославии, Народный герой Югославии.

## Биография
Родился в 1919 году в Умчарах близ Гроцки. Окончил школу, поступил на медицинский факультет Белградского университета. Сотрудничал с революционным студенческим движением, участвовал в акциях и демонстрациях студентов-членов Союза коммунистической молодёжи Югославии и Коммунистической партии Югославии. После Апрельской войны остался в Белграде и примкнул к рядам сопротивления. С группой единомышленников создал 1-ю Грочанско-Смедеревскую партизанскую роту, в которой прошёл путь от рядового солдата до командира взвода. Позднее рота была включена в состав Космайского партизанского отряда. За проявленное мужество в бою принят летом 1941 года в Коммунистическую партию Югославии.
После принятия в партию Мича был отправлен в Гроцку и её окрестности для агитации, где вошёл в местный комитет КПЮ. В начале 1942 года выбрался в Младеновац, где также стал членом окружного комитета. В октябре 1942 года раскрыт и арестован у себя дома, при аресте был ранен. Долгое время пробыл в лагере Баница, где подвергался пыткам и допросам, однако отказался выдавать членов Компартии. В феврале 1943 года расстрелян на полигоне в Яинцах.
8 октября 1953 посмертно награждён Орденом и званием Народного героя Югославии.